# Bistum Aachen
Das Bistum Aachen (lateinisch Dioecesis Aquisgranensis) ist eine römisch-katholische Diözese in der deutschen Kirchenprovinz Köln. Bischofssitz ist die Stadt Aachen und Kathedralkirche der Hohe Dom zu Aachen, der 1978 als erstes deutsches Denkmal in die Liste des UNESCO-Weltkulturerbes aufgenommen wurde. Diözesanbischof war von 1994 bis zu seiner Emeritierung am 8. Dezember 2015 Heinrich Mussinghoff. Am 23. September 2016 ernannte Papst Franziskus den Trierer Weihbischof Helmut Dieser zum neuen Bischof von Aachen, der am 12. November 2016 in sein Amt eingeführt wurde.
Das Bistum Aachen liegt im äußersten Westen des Bundeslandes Nordrhein-Westfalen. Es grenzt auf deutscher Seite an das Erzbistum Köln sowie an die Bistümer Münster, Essen und Trier. Auf niederländischer Seite bestehen gemeinsame Grenzen mit dem Bistum Roermond, auf belgischer Seite mit dem Bistum Lüttich.
Mit Stand 31. Dezember 2020 lag der Anteil der Katholiken an der Gesamtbevölkerung von etwa 2,0 Millionen Menschen auf dem Territorium des Bistums bei 49 % (0,99 Millionen). Mit Stand 31. Dezember 2010 lag der Anteil der Katholiken an der Gesamtbevölkerung bei 55 %.

## Gliederung
Das Bistum Aachen gliedert sich in die acht Regionen Aachen-Stadt, Aachen-Land, Düren, Eifel, Heinsberg, Kempen-Viersen, Krefeld und Mönchengladbach mit insgesamt 71 Gemeinschaften der Gemeinden (GdG). Die Ebene der Dekanate wurde zum 1. Januar 2007 abgeschafft.
Die Regionen und ihre GdG sind:
- Region Aachen
  - GdG Aachen-Mitte, GdG Aachen-Nord, GdG Aachen-Ost/Eilendorf, GdG Aachen-Forst/Brand, GdG Aachen-Kornelimünster/Roetgen, GdG Aachen-Burtscheid, GdG Aachen-Nordwest, GdG Aachen-West
- Region Aachen-Land 
  - GdG St. Marien, Baesweiler, GdG Herzogenrath-Merkstein, GdG Herzogenrath-Kohlscheid, GdG Alsdorf, GdG Würselen, GdG Eschweiler-Mitte, GdG Eschweiler-Süd, GdG Eschweiler-Nord, GdG Stolberg-Nord, GdG Stolberg-Süd
- Region Düren (ohne die Ortschaften Embken, Muldenau und Wollersheim der Stadt Nideggen und Pingsheim der Gemeinde Nörvenich)
  - GdG Aldenhoven/Linnich, GdG Titz, GdG Heilig Geist, Jülich, GdG Inden/Langerwehe, GdG St. Franziskus, Düren-Nord, GdG Düren-Mitte, GdG St. Elisabeth von Thüringen, GdG Düren-West, GdG Merzenich/Niederzier, GdG Nörvenich/Vettweiß, GdG Kreuzau/Hürtgenwald, GdG Heimbach/Nideggen,
- Region Eifel
  - GdG Selige Helena Stollenwerk, Simmerath, GdG Monschau, GdG St. Barbara, Mechernich (ohne die östlichen Ortschaften), GdG Hl. Hermann-Josef, Steinfeld, GdG Hellenthal/Schleiden, GdG Hl. Apostel Matthias, Blankenheim/Dahlem
- Region Heinsberg
  - GdG Heinsberg/Waldfeucht, GdG Heinsberg-Oberbruch, GdG Wegberg, GdG Wassenberg, GdG Hückelhoven, GdG Erkelenz, GdG St. Bonifatius, Geilenkirchen, GdG Gangelt, GdG St. Servatius, Selfkant, GdG Übach-Palenberg
- Region Kempen-Viersen (ohne die Ortschaft Tönisberg der Stadt Kempen)
  - GdG Viersen, GdG Viersen-Süchteln, GdG Viersen-Dülken, GdG Nettetal, GdG Grefrath, GdG Kempen/Tönisvorst, GdG Willich, GdG Schwalmtal, GdG Brüggen/Niederkrüchten
- Region Krefeld
  - GdG Krefeld-Mitte, GdG Krefeld-Ost (ohne den früher zu Kapellen-Vennikel gehörenden Ortsteil), GdG Krefeld-Süd, GdG Krefeld-Nord, GdG Krefeld-Nordwest, GdG Meerbusch  (ohne den Ortsteil Büderich)
- Region Mönchengladbach 
  - GdG Mönchengladbach-Mitte, GdG Mönchengladbach-Neuwerk, GdG Korschenbroich (ohne die Stadtteile Glehn, Lüttenglehn, Epsendorf und Steinforth-Rubbelrath), GdG Mönchengladbach-Ost, GdG Giesenkirchen-Mülfort, GdG Mönchengladbach-Rheydt-Mitte, GdG Jüchen, GdG Mönchengladbach-Süd, GdG Mönchengladbach-Rheydt-West, GdG Mönchengladbach-Südwest, GdG St. Peter, Mönchengladbach-West

## Geschichte

Übersichtskarte des Bistums Aachen nach Regionen

Wappen des Bistums Aachen

### 1802 bis 1825
Schon zu Beginn des 19. Jahrhunderts gab es für kurze Zeit ein Bistum Aachen. Dessen Geschichte ist geprägt durch die Machtpolitik Napoléons und die Reaktionen des Heiligen Stuhls. Eingerichtet wurde es 1802 durch Napoléon, der es aus dem linksrheinischen Gebiet des Erzbistums Köln sowie aus Teilen des Bistums Lüttich und kleineren Teilen der Bistümer Utrecht, Roermond und Mainz zusammensetzte. Im Jahr 1808 wurde es zudem um das Gebiet um Wesel erweitert. Der erste Bischof war Marc-Antoine Berdolet, den Napoléon ernannte. Nach dem Tod Berdolets (13. August 1809) erhob Napoléon Jean-Denis-François Camus, genannt Le Camus, zum Nachfolger, der jedoch keine Billigung des Vatikans fand. Damit wollte Papst Pius VII. die Grenzen der Autorität des Kaisers aufzeigen. Nach Ende der französischen Herrschaft wurde das Bistum durch den Papst mit der Bulle De salute animarum am 16. Juli 1821 de jure wieder aufgelöst und sein Gebiet in das Erzbistum Köln eingegliedert. Die endgültige Auflösung des ersten Aachener Bistums erfolgte dann am 24./25. März 1825 nach der letzten Sitzung des Domkapitels.

### Seit 1930
Das heutige Bistum Aachen wurde am 13. August 1930 errichtet. Zunächst wurde 1929 das Preußenkonkordat zwischen dem Heiligen Stuhl und dem Freistaat Preußen geschlossen, unterzeichnet von Nuntius Pacelli, dem späteren Papst Pius XII., und dem preußischen Ministerpräsidenten Otto Braun. Durch die päpstliche Bulle Pastoralis officii nostri am 13. August 1930 und das Dekret des Apostolischen Nuntius in Deutschland, betr. Domkapitel Circumscripto der Diözese Aachen wurde die Wiedererrichtung vollzogen. Joseph Heinrich Peter Vogt wurde zum Bischof geweiht.

## Aktuelle Entwicklungen
In den letzten Jahren wurde ein Prozess der Zusammenlegung von Kirchengemeinden und der Bildung von Seelsorgeeinheiten im Bistum Aachen eingeleitet. Hintergrund sind die zurückgehenden Zahlen von Priestern und Gemeindemitgliedern und die dadurch bedingten Sparzwänge.
Im Jahr 2018 lebten noch 1,02 Millionen Katholiken im Bistum. Dies sind 16.350 (circa 1,6 Prozent) weniger als 2017. Noch stärker sank 2018 die Zahl der Wochenendgottesdienstbesucher: Durchschnittlich nahmen 74.178 Menschen an den Gottesdiensten teil – ein Rückgang um 8,3 Prozent gegenüber 2017.
In der Silvesterpredigt 2017 kündigte Bischof Dieser einen synodalen Gesprächs- und Veränderungsprozess an, der bis 2021 dauerte. Unter starker Beteiligung insbesondere interessierter Laien werden Begegnungen, dann Gesprächsforen und einzelne Teilprozessgruppen eingerichtet. Themenbasierte Arbeitsgruppen bestehend aus Mitarbeitern, Ehrenamtlichen und Vertretern des Diözesan-Rats erstellten daraufhin etwa 90-seitige Roadmaps zu Themen wie Geschlechtergerechtigkeit und Willkommens- und Kommunikationskultur, in denen die zusammengetragenen Informationen strukturiert und Maßnahmen erarbeitet wurden. Um auch die Entscheidungsprozesse diverser und inklusiver zu gestalten, hat Dieser ein soziokratisches Gremium gegründet, das auf Basis der Roadmaps anhand von Konsent-Entscheidungen Beschlüsse formulierte. Zuvor hatte der Bischof seine Entscheidungen an das Gremium gebunden. So wurde auch das Kirchenrecht nicht verletzt, denn laut dem darf sich der Bischof in kein Verfahren begeben, in dem er überstimmt werden kann. Insgesamt dauerte der Prozess fast ein Jahr, vom Juni 2021 bis zum Mai 2022. Eine Gesamtschau der Beschlüsse hat das Bistum online veröffentlicht.

### Aufarbeitung sexualisierter Gewalt durch Kleriker
Im Nachgang zur Veröffentlichung der MHG-Studie im Jahr 2018 beauftragte Bischof Dieser 2019 ein Gutachten zur Aufarbeitung von Fällen sexuellen Missbrauchs und sexualisierter Gewalt durch Kleriker im Bistum Aachen im Zeitraum von 1965 bis 2019. Mit der Untersuchung wurde die Münchner Rechtsanwaltskanzlei Westpfahl Spilker Wastl betraut. Das Gutachten „Sexueller Missbrauch Minderjähriger und erwachsener Schutzbefohlener durch Kleriker im Bereich des Bistums Aachen im Zeitraum 1965 bis 2019“ wurde am 12. November 2020 veröffentlicht und kam zu dem Ergebnis, dass vormalige Bischöfe und Generalvikare ihr Verhalten bei Missbrauchsfällen „primär am Täterschutz ausgerichtet“ hätten. Die Beurteilung der Autoren kritisiert in ihrem 458-seitigen Gutachten das Vorgehen der Aachener Bischöfe Johannes Pohlschneider, Klaus Hemmerle und Heinrich Mussinghoff sowie der Generalvikare Manfred von Holtum (a. 1997–2015) und Karlheinz Collas (a. 1978–1997) in der Bewertung und Behandlung von ihnen bekannten Fällen sexualisierter Gewalt durch Kleriker des Bistums. Besonders Versetzungsfälle von Missbrauchstätern werden dabei angeführt. Nach Angaben der Gutachter wurden Täter – trotz vorheriger Namhaftmachung ihrer Übergriffigkeiten und obwohl es sich teils um verurteilte Straftäter handelte – mitunter sogar in der Seelsorge belassen. Mussinghoff, einem promovierten Kirchenrechtler und vormaligen Leiter des Kirchengerichts im Bistum Münster, hätte nach Ansicht der Gutachter klar sein müssen, was pflichtgemäßes Handeln in solchen Fällen war und was nicht. In einer Kolumne für das Nachrichtenmagazin Der Spiegel kritisiert Thomas Fischer, Autor des Standard-Kommentars zum Strafgesetzbuch, das Gutachten wegen juristischer Mängel: So würden unter anderem bestimmte Sachverhalte zu Unrecht als strafbar eingestuft.

## Patronin und Diözesankalender
Die Patronin des Bistums Aachen und des Aachener Domes ist die Gottesmutter Maria unter dem Titel ihrer Aufnahme in den Himmel (15. August).
Im Bistum Aachen wird der Regionalkalender für das deutsche Sprachgebiet um die folgenden Eigenfeiern ergänzt (dahinter jeweils der Rang):

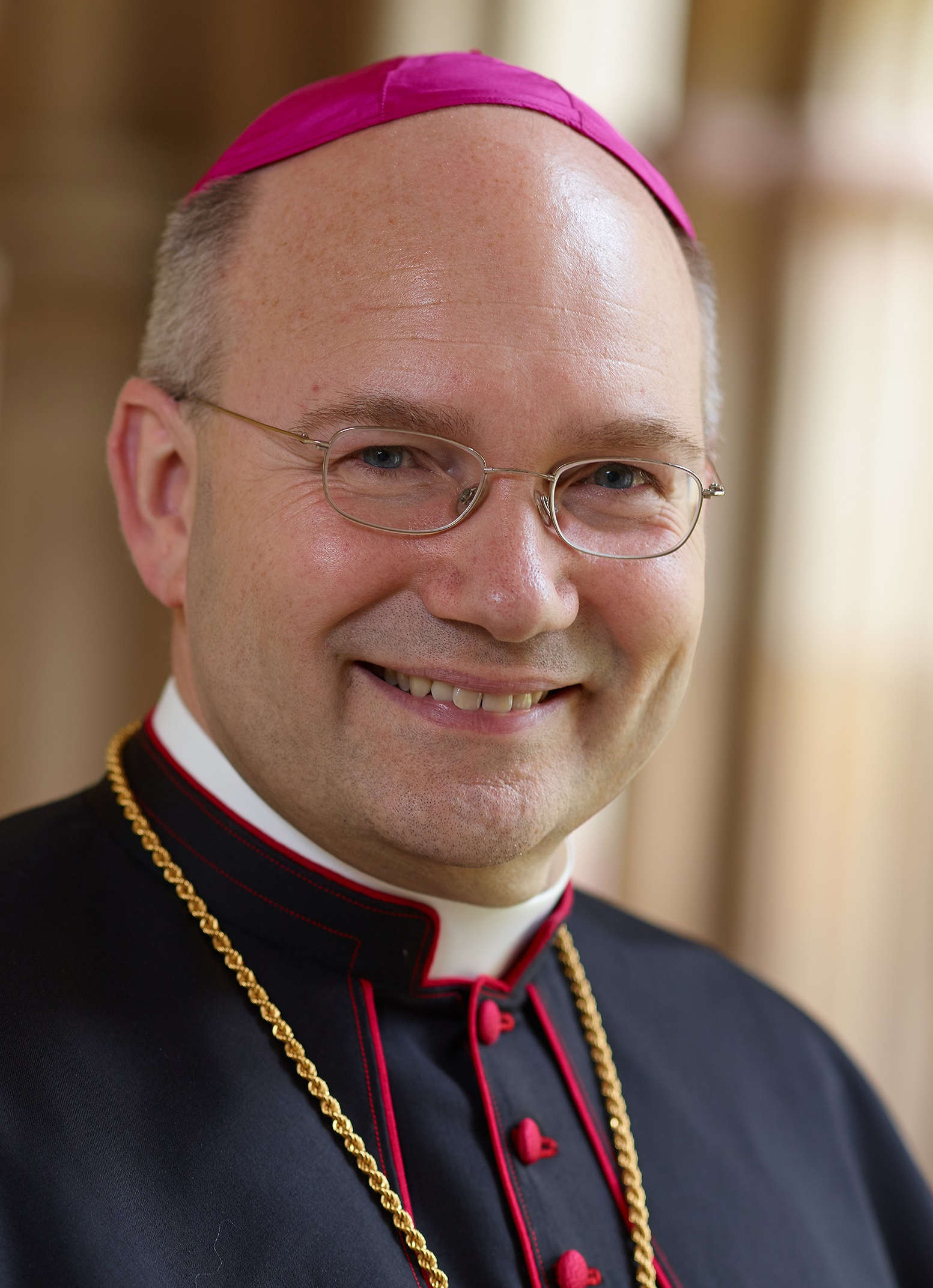
Bischof
Helmut Dieser

- 15. Januar: Hl. Arnold Janssen, Priester – g
- 28. Januar: Karl der Große, Patron der Stadt Aachen – in der Stadt Aachen H. Der G des hl. Thomas von Aquin wird in der Stadt Aachen am 29. Januar gefeiert.[29]
- 11. Februar: Hl. Benedikt von Aniane, Abt – g
- 30. April: Sel. Pauline von Mallinckrodt, Jungfrau – g
- 08. Mai: Sel. Clara Fey vom Armen Kinde Jesus, Jungfrau – g
- 13. Mai: Hl. Servatius, Bischof – g
- 21. Mai: Hl. Hermann Josef, Priester – G (im RK g)
- 17. Juli: Weihe der Hohen Domkirche, im Dom H, im restlichen Bistum F
- 18. Juli: Hl. Arnold – g
- 15. August: Aufnahme Mariens in den Himmel, Patronatsfest des Bistums Aachen und der Hohen Domkirche – H
- 05. September: Sel. Maria von den Aposteln (Therese von Wüllenweber), Jungfrau – g
- 11. September: Hl. Maternus, Bischof – g
- 13. November: Jahrestag der eigenen Kirchweihe, deren Weihetag nicht bekannt ist oder nicht gefeiert werden kann – H
- 28. November: Sel. Maria Helena Stollenwerk, Jungfrau – g
- 04. Dezember: Sel. Adolph Kolping, Priester – g
- 14. Dezember Sel. Franziska von Aachen (Franziska Schervier), Jungfrau – g. Der G des hl. Johannes vom Kreuz wird im Bistum Aachen am 15. Dezember gefeiert.

Abkürzungen: H = Hochfest, F = Fest, G = gebotener Gedenktag, g = nicht gebotener Gedenktag, CRG = Calendarium Romanum Generale, RK = Regionalkalender für das deutsche Sprachgebiet

## Bischöfe
Seit 2016 ist Helmut Dieser siebter Bischof von Aachen. Er folgte auf Heinrich Mussinghoff, der das Bischofsamt von 1994 bis zu seiner Emeritierung 2015 innehatte.

## Einrichtungen

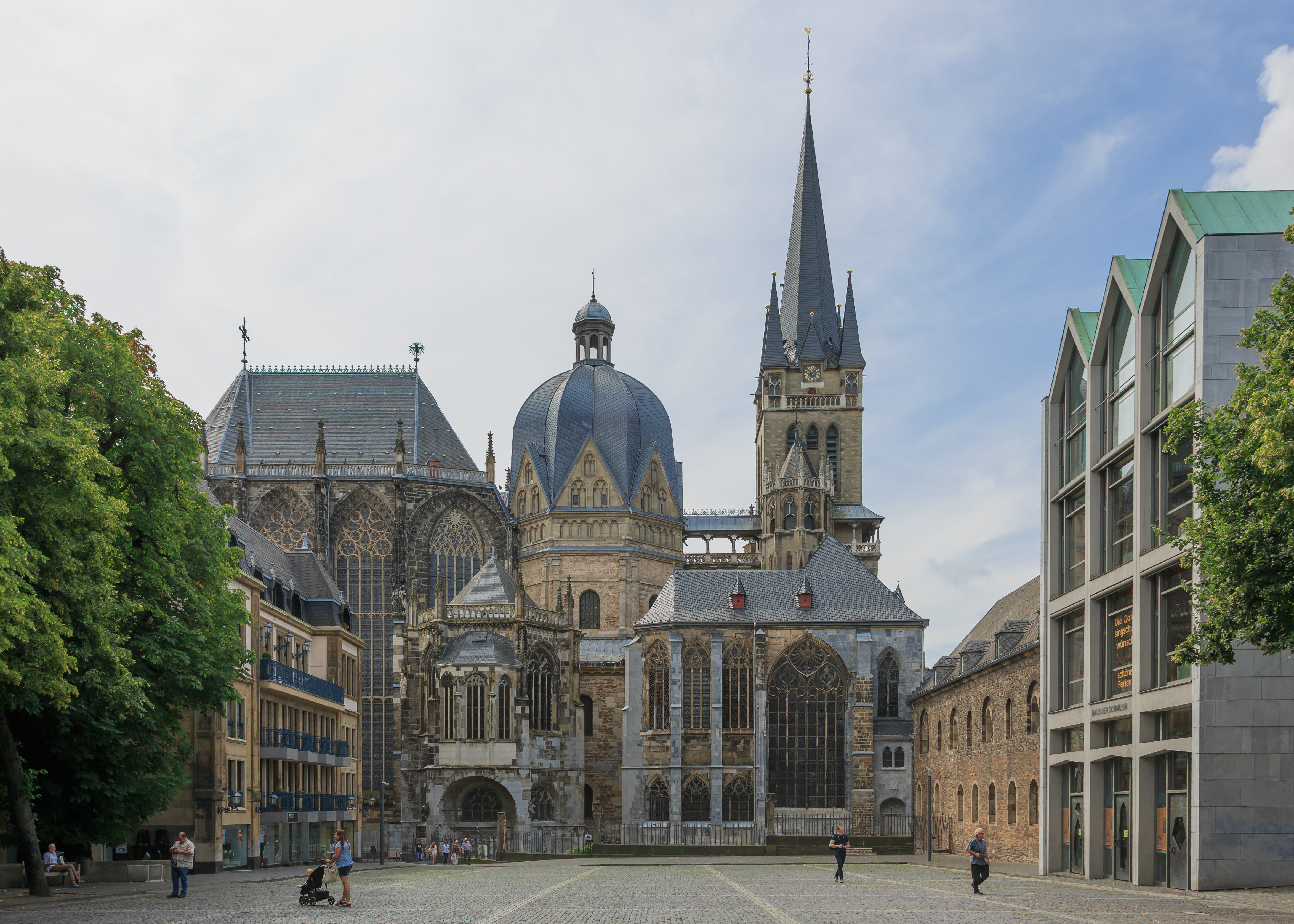
Dom zu Aachen

### Kirchen und Kapellen
Bedeutende Kirchen
- Aachener Dom – UNESCO-Weltkulturgut seit 1978
- St. Adalbert, Aachen – 1005 geweihte Stiftskirche und zweitälteste Kirche Aachens
- St. Johann-Baptist, Aachen-Burtscheid – ehemalige Abteikirche der Reichsabtei Burtscheid, beherbergt den Abteischatz
- Propsteikirche St. Kornelius, Kornelimünster – Abteikirche der seit Karl dem Großen bestehenden Reichsabtei Kornelimünster
- Münster St. Vitus, Mönchengladbach – Basilika minor seit 1974
- Basilika Steinfeld, Kall – Basilika minor seit 1960

### Schulen
Das Bistum Aachen unterhält als Schulträger neben der Aachener Domsingschule eine Grundschule in Krefeld, eine Förderschule in Aachen, Realschulen in Düren, Monschau und Schleiden, eine Gesamtschule in Krefeld, Gymnasien in Aachen, Düren, Eschweiler, Geilenkirchen, Mönchengladbach, Schleiden und Viersen und ein Berufskolleg in Mönchengladbach:
Grundschulen
- Aachener Domsingschule (Grundschule)
- Bischöfliche Maria-Montessori-Grundschule in Krefeld

Förderschule
- Bischöfliche Marienschule (Förderschule mit dem Förderschwerpunkt emotionale und soziale Entwicklung)

Realschulen
- Bischöfliche St. Angela-Schule, Gymnasium und Realschule in Düren
- Bischöfliche Mädchenrealschule St. Ursula in Monschau
- Bischöfliche Clara-Fey-Schule, Gymnasium und Realschule in Schleiden

Gesamtschule
- Bischöfliche Maria-Montessori-Gesamtschule Krefeld

Gymnasien
- Bischöfliches Albertus-Magnus-Gymnasium Viersen-Dülken
- Bischöfliche Marienschule Mönchengladbach
- Bischöfliches Gymnasium St. Ursula Geilenkirchen
- Bischöfliche Liebfrauenschule Eschweiler
- Bischöfliche St. Angela-Schule, Gymnasium und Realschule in Düren
- Bischöfliches Pius-Gymnasium Aachen
- Bischöfliche Clara-Fey-Schule, Gymnasium und Realschule in Schleiden

Berufskolleg
- Bischöfliche Liebfrauenschule Mönchengladbach

## Wallfahrtsstätten
- Aachen: Aachener Dom mit der Heiligtumsfahrt
- Aachen-Kornelimünster: zur Heiligtumsfahrt Kornelimünster und zum hl. Cornelius in der Propsteikirche St. Kornelius
- Aldenhoven: zum Gnadenbild der Muttergottes in der Gnadenkapelle[31]
- Berk: zum hl. Brictius und den hl. 14 Nothelfern
- Düren: zum Annahaupt in der Kirche St. Anna
- Düren: zum Gnadenbild der Consolatrix Afflictorum (Trösterin der Betrübten) im Muttergotteshäuschen
- Düren-Arnoldsweiler: zum hl. Arnold in der Arnolduskapelle
- Eschweiler-Kinzweiler: zur Mutter vom Guten Rat in der Wallfahrtskirche St. Blasius
- Eschweiler-Nothberg: zur Schmerzhaften Mutter und zur Not Gottes in der Kirche St. Cäcila[32]
- Heimbach: zum Heimbacher Gnadenbild in der Wallfahrtskirche St. Salvator
- Jülich: zur Sel. Christina von Stommeln in der Propsteikirche St. Mariä Himmelfahrt
- Jüchen-Neuenhoven: zu den Vierzehn Nothelfern in der Wallfahrtskirche St. Georg
- Kall-Steinfeld: zum hl. Hermann Joseph in der Basilika St. Potentius, Felicius und Simplicius
- Mönchengladbach: Mönchengladbacher Münster St. Vitus mit der Heiligtumsfahrt Mönchengladbach
- Mönchengladbach-Hehn: zur Muttergottes in der Gnadenkapelle Heiligenpesch
- Nettersheim-Engelgau: zum hl. Servatius in der Ahekapelle
- Viersen-Süchteln: Heiligenberg und Irmgardiskapelle, Schauplatz der Irmgardisoktav
- Wassenberg-Birgelen: Birgelener Pützchen
- Wegberg-Holtum: zur Schwarzen Muttergottes in der Wallfahrtskapelle Holtum
- Wassenberg-Ophoven: Wallfahrtskirche St. Mariä Himmelfahrt
- Willich-Neersen: zur Kapelle Klein-Jerusalem

## Vermögen
Die Bilanzsumme des Bistums lag im Jahr 2017 bei 808,2 Mio. Euro bei Erträgen in Höhe von 346,9 Mio. Euro, davon 252,4 Mio. Euro (75,8 Prozent) Kirchensteuer, die des Bischöflichen Stuhls bei knapp 8,7 Mio. Euro. Der Bischöfliche Stuhl Aachen ist eine selbstständige Körperschaft des öffentlichen Rechts. Die Bilanzsumme des Domkapitels Aachen belief sich im Jahr 2017 auf gut 26 Mio. Euro.